# Cingle Vermell
El Cingle Vermell és un jaciment del Paleolític que es troba a Vilanova de Sau (Osona), inclòs a l'Inventari del Patrimoni Arqueològic i Paleontològic de Catalunya.
Està situat a la zona arqueològica de Vilanova de Sau, al peu de la gran cinglera a la qual correspon el nom del jaciment; concretament, al massís granític de les Guilleries, a l'extrem inferior del Collsacabra i envoltat per la Plana de Vic, el Massís del Montseny i el Ter. La cronologia del jaciment gira entorn del 11.000 - 7.000 ane i el nombre de persones que ocuparien el lloc, variaria al voltant dels 6 i 15 individus. L'espai habitat no estaria separat mitjançat diferents unitats; i, a més, els llocs d'habitació-producció i consum serien comunals; sembla que no hi havia una propietat individual de les matèries primeres i els artefactes; i, com a mínim, una part de la cacera devia ser compartida; mentre que un suposat consum individual quedaria reduït a la cacera solitària de petits animals i la recol·lecció de fruits.

## Descobriment i història de les intervencions
El Cingle Vermell fou descobert per J. Valls i F. Ferrés, que realitzaren una cala al límit Sud-oest del jaciment i comunicaren el descobriment d'aquest al CSIC. Des de l'any 1978 s'hi efectuen excavacions sistemàtiques, dirigides per J. Estévez fins al 1979. En la Memòria de les excavacions 1985-1987: El Cingle Vermell (Vilanova de Sau, Osona), estan descrites les campanyes que es realitzaren el 1985, 1986 i 1987, durant una vintena de dies cada estiu. En el transcurs d'aquestes, es van excavar la talla 14, 2/6 del volum de la talla 15 i 1/6 del volum de la talla 16. En el 1985, foren directores Assumpció Vila i Errikarta-Imanol YII; el 1986: Errikata-Imanol YII, Carles Guillamon i Teresa Argelès; i en el 1987: Errikarta-Imanol Yll, Germà Wünsch i Teresa Argelès. Cada any participaren unes dotze persones -estudiants i llicenciades- dels departaments de Societats Precapitalistes i Antropologia Social de la Universitat Autònoma de Barcelona i del Departament de Prehistòria i Arqueologia de la Universitat Central de Barcelona.

### Metodologia de les excavacions
La metodologia d'excavació arqueològica que es va emprar en el jaciment, va ser la d'excavació en extensió, en unitats d'un metre quadrat i en talles de diferents potències: 10 centímetres durant les primeres campanyes, i tres subtalles dintre de cada talla de 10 cm a partir de l'any 1985, que facilità la ubicació dels objectes no coordenats.
No es van poder distingir estrats geològics, ja que el paquet era molt homogeni; per això, se centraren en la localització de les estructures i sòls d'ocupació. Durant les campanyes del 1985, 1986 i 1987, es van dibuixar les estructures, les pedres i les alteracions sedimentàries de cada metre quadrat; a més, es coordinaren tots els materials seguint el mètode cartesià, guiats per una quadrícula aèria. S'anotaren observacions referents al tipus de terra, la relació entre els ossos i els carbons, les possibles infiltracions i la quantitat de galledes de sediment; posteriorment, se substituïren les anotacions i les coordenades, per fotografies, aconseguint així enregistrar tota la superfície excavada cada 10 cm.
S'agafaren mostres de terra de cada superfície per posteriors anàlisis i es garbellà tota la terra amb tamisos amb dues mides de llum diferents: de 5 mm i d'1,5 mm, per recuperar la microfauna. Les mostres per a la sedimentologia i granulometria per obtenir dades climàtiques, s'agafaren a l'atzar per tot el jaciment.

## Troballes arqueològiques

### Restes de fauna
- Micromamífers: No tindrien cap mena de relació espacial directa amb l'ocupació humana de la cova, sinó que procedirien d'egagròpiles caigudes d'una petita cova situada al cim del Cingle Vermell. Tot i això, les restes de conill, que corresponen a 72 individus de la subespècie Orytolagus cuniculus Huxleyi, foren aportats al jaciment a partir de la cacera i la selecció d'individus molt joves -el mateix ocorre amb els eriçons-;[14] aquests són l'animal més representat d'entre els que han estat caçats.[4] L''època més favorable per caçar conills és la tardor, quan la proporció d'individus adults és més alta, poden agafar-se amb llaços situats a prop dels caus o en llocs per on passen.[15] Totes les parts de conill es troben al jaciment; per tant, la feina de pelar, obrir, netejar i tallar el cos es feia en aquest.[16]
- Mamífers grans i mitjans: Les restes de llebre, guineu, teixó i gat mesquer, geneta, linx i llop són escasses i molt fragmentades.[17] D'entre els artiodàctils, destaca el nombre de cérvols, i quant a les restes de xai i geneta, no se sap segur el moment d'aportació al jaciment.[18] La cacera d'herbívors és la segona en importància pel nombre d'individus: els artiodàctils probablement foren caçats al bosc o en pastures, del senglar dominen els individus més joves -igual que els cabirols- i, probablement, serien caçats a la tardor mitjançant cacera d'oportunitat; els cérvols segurament es caçaren durant la tardo-hivern, quan baixaven als boscos de les valls; i quant a les cabres i els isards, segurament sofriren cacera indiscriminada quan baixaven dels llocs més alts i els massissos veïns; per altra banda, d'entre els carnívors es documenten individus molt joves que podrien haver estat caçats mitjançant trampes o traient-los del cau.[15] Les restes de grans mamífers són molt escasses i estan molt trencades; probablement hi hagi un primer esquarterament en els llocs de matança i només es portaren parts a l'assentament, que es bullirien i es rostirien; encara que també en portaren sencers.[19] Dels herbívors, són freqüents els fragments de les potes i les extremitats, mentre que dels carnívors: del cap.[20]
- Aus: Eren caçades[18] i dutes senceres al jaciment.[20] La seva captura devia haver estat realitzada fonamentalment en els espais oberts, a prop del Ter.[21]
- Amfibis i rèptils: El més probable és que entressin a la cova aprofitant els períodes de desocupació humana.[18] Encara que, juntament amb els micromamífers, podrien haver estat caçats mitjançant trampes; però com activitat secundària.[15]
- Peixos: S'explotaren els recursos fluvials del Ter i de les rieres adjacents.[4] S'han identificat restes de brema, rutilus, barb i truita; que es pescaren al final de l'estiu -menys Rutilus i la brema, que es pescaren a l'hivern-; la truita viu en aigües poc profundes i sovint entre pedres, és fàcil de pescar amb la mà o estris senzills; en canvi, Rutilus, el barb i la brema viuen a més profunditat -s'interpreta que una punta d'os trobada en el jaciment podria ser un ham-; el procés d'escapçada es duia a terme a l'assentament, juntament amb el consum final.[16]
- Restes malacològiques: Les marines són aportades de forma directa o mitjançant intercanvi; mentre que els mol·luscs terrestres podrien haver-se intriduït ells mateixos a l'abric.[22] Tot i això, els caragols podrien haver format una petita part complementària de la dieta, i serien recol·lectats a prop de l'abric.[23]
- Eines d'os i banya: Estan tallades sobre diàfisis, costelles i fragments de banyes, encara que són ínfimes comparades amb les eines de lítica.[24]

### Restes vegetals
- Restes de fruits: Es van trobar pinyols de prunes, cloves d'anous, trossos de glans i pinyons; que apareixen molt sovint relacionats amb fogars, i que devien ser importants dins l'alimentació del grup; per tant, es practicava la recol·lecció en el bosc caducifoli ombrívol, encara que s'aprofitarien també els alzinats de les vessants i el pocs pins pinyoners que hi devia haver prop del Cingle; tots aquests fruits tenen l'època de maduració entre els mesos d'octubre i gener.[4]
- Hipòtesis sobre les espècies documentades mitjançant l'anàlisi pol·línic -totes són aptes per cremar-: 
  - Fusta de l'Alnus: fàcil de treballar per fabricar utensilis.
  - Fusta de Fagus.
  - Fusta de Buxus.
  - Fusta de Fraxinus: sòlida i lleugera per fabricar utensilis.
  - Fusta de Betula: tova.
  - Fusta de Pinus: apta per les construccions.
  - Fusta de Castanea.
  - Fibres del Salix i l'escorça interna de la Tilita: aptes per la cistelleria.
  - Branques de betula: aptes per les construccions, com sostres.
  - Productes de l'Alnus, Betula, Salix i Fraxinus: aptes pel tractament de pells.
  - Fruit del Fagus: apte per obtenir oli combustible.
  - Branques del Fagus: aptes per a cremar -s'han trobat carbons-.[25]

- Eines: probablement algunes eines lítiques tingueren mànec de fusta.[24]

### Restes lítiques
- Eines: Pels percutors i les restes de talla, s'interpreta que les eines es fabricaren en el jaciment després de portar les primeres matèries del conglomerat del Cingle, de les parts erosionades de la vessant, de la riera Major i dels al·luvions del Ter.[23] Tot i això, probablement, part dels residus foren llençats fora; al llarg de la seqüència del Cingle, ha disminuït la qualitat dels suports utilitzats per fer les eines; per cada massa d'origen s'han obtingut 1,76 fragments de talla i 15 esclats -el 15% retocats-; mentre que dels còdols treballats sorgiren 5 esclats; el 41% dels nuclis han sofert un treball de retoc secundari que els ha transformat en nucleïformes; els esclats més petits de quars i d'altres materials foren retocats, i sobre les laminetes prismàtiques es feren les peces més elaborades; els raspadors generalment no tenen retoc lateral -si el tenen està al costat esquerre-; el 34% de les peces de sílex han estat utilitzades, enfront del 15% de les de quars, el 42% d'altres materials i el 17% de les calcàries; encara que els esclats no retocats representen el 42% del total de les eines, només el 18% ha estat utilitzat; en canvi, el 96% dels esclats retocats han sigut usats; el 54% dels nucleïformes s'han utilitzat, enfront del 23% dels nuclis i el 21% de fragments de talla; tots els còdols han estat usats, al contrari que els esclats d'aquests; un màxim de 19 eines han portat mànec, 13 de les quals són esclats retocats -sobretot gratadors i làmines amb dors-. Quant a la utilitat d'aquestes eines: 
  - Per treballar la pell: 11 peces podrien haver estat usades com gratadors i 1 còdol treballat podria haver estat utilitzat com allisador.
  - Per foradar matèria tova: es van fer servir 6 eines mitjançant pressió o rotació.
  - Per treballar la fusta: 2 dels còdols treballats haurien servit per tallar-la, mentre que altres eines servirien per pelar-la -dos burins-, perforar-la -dues perforadores-, tallar-la -esclats sense retoc i 3 burins-, raspallar-la -1 gratador, 1 burí, 2 esclats sense retoc i 1 nucli escatat- i serrar-la -2 esclats, 3 laminetes amb dors, 1 esclat, 1 raspadora i 2 burins-.
  - Per treballar l'os: es talla o es raspa el suport; per tallar-lo s'han trobat dos esclats no retocats, un nucleïforme i una resta de talla; i, per raspar-lo, en canvi: un esclat no retocat, un gratador, un escatat-gratadora i un nucleïforme-burí; a més, un esclat no retocat s'utilitzà per foradar l'os.
  - Per trossejar la carn: s'utilitzaven sobretot esclats sense retocs de sílex o quars d'un màxim d'uns 20mm de llarg, així com -en menor quantitat- nucleïformes i peces retocades no especialitzades, com podrien ser làmines amb dors i denticulats; a més, dues eines que s'utilitzarien per punxar i obrir el cos podrien haver tingut mànec.
  - Per netejar i trossejar els peixos: s'utilitzaren esclats senzills de sílex, d'entre 19 i 24 mm, -també un quars de 30 mm-, encara que també es troben dos esclats retocats: un de denticulat i una punta amb dors.[26]
- Construcció: Quan arribarien a l'abric, netejarien el terra i traurien les pedres caigudes a fora de l'assentament, o les acaramullarien al fons d'aquest. Mitjançant l'última opció, taparen una perllongació de la cova que tenia el sostre més baix, on sembla que es va dipositar un o més morts, ja que s'ha trobat un tars, un incisiu i alguna falange. Concretament a la talla 12, hi ha una delimitació externa marcada per una filera de pedres, que separa un espau amb restes arqueològiques, d'un altre que no en té. Pel consum, es construïen llars petites envoltades o cobertes de pedres, i, pel bullit -concretament-, es pujaren còdols mitjans i grossos dels al·luvions del Ter. Un fogar de lloses trobat a la talla 8 s'utilitzaria per conservar aliments.[27]